# Michael Langer
Michael Langer (Bregenz, 6 de enero de 1985) es un exfutbolista austríaco que jugaba de portero.

## Selección nacional
Fue internacional con la selección de fútbol sub-21 de Austria.

## Clubes
| Club              | País           | Año       |
| ----------------- | -------------- | --------- |
| VfB Stuttgart II  | Alemania       | 2003-2005 |
| VfB Stuttgart     | Alemania       | 2005-2007 |
| S. C. Friburgo    | Alemania       | 2008-2010 |
| FSV Frankfurt     | Alemania       | 2010-2012 |
| SV Sandhausen     | Alemania       | 2012-2014 |
| Valerenga IF      | Noruega        | 2014-2016 |
| Tampa Bay Rowdies | Estados Unidos | 2016      |
| IFK Norrköping    | Suecia         | 2016-2017 |
| F. C. Schalke 04  | Alemania       | 2017-2025 |

## Palmarés

### Títulos nacionales
| Título        | Club          | País     | Año  |
| ------------- | ------------- | -------- | ---- |
| 1. Bundesliga | VfB Stuttgart | Alemania | 2007 |